# Вила-Кова (Барселуш)
Вила-Кова (порт. Vila Cova) — населённый пункт и район в Португалии, входит в округ Брага. Является составной частью муниципалитета Барселуш. Находится в составе крупной городской агломерации Большое Минью. По старому административному делению входил в провинцию Минью. Входит в экономико-статистический субрегион Каваду, который входит в Северный регион. Население составляет 2500 человек на Estimativa год. Занимает площадь 13 км².